# Santiago (região metropolitana)
| Região Metropolitana de Santiago                           |                                                                              |
|                                                            |                                                                              |
| Brasão                                                     | Bandeira                                                                     |
| Localização no Chile                                       |                                                                              |
| Localização da Santiago (região metropolitana)             |                                                                              |
| Dados                                                      |                                                                              |
| Capital • População • Coordenadas                          | Santiago 6.408.592 (2017) 33°26′16″′S, 70°39′01″O                            |
| Intendente • Províncias                                    | Alvaro Erazo Latorre Chacabuco Cordillera Maipo Melipilla Santiago Talagante |
| Superfície • Total • % nacional • % agua Fronteiras Costas | 15º posição 15.403,2 km² n/d                                                 |
| População • Total • Densidade                              | 1º posição 7.400.741 (2024) 480,47 hab./km²                                  |
| PIB (PPC) • Total • PIB per capita                         | US$ 79.962 milhões (47,03%) US$ 12.101                                       |
| Congressistas • Senado • Câmara dos Dep.                   | 4 senadores 32 deputados                                                     |
| Códigos telefônicos                                        | +56-2                                                                        |
| Código ISO                                                 | CL-RM                                                                        |
| Governo Regional Metropolitano de Santiago                 |                                                                              |

A Região Metropolitana de Santiago é uma das regiões do Chile. Sua capital é a cidade de Santiago.

## Divisão político-administrativa da Região Metropolitana de Santiago
A Região de Santiago, para efeitos de governo e administração interior, divide-se em seis províncias:
| Província  | Área em km2 | habitantes (2024) | capital      |
| ---------- | ----------- | ----------------- | ------------ |
| Santiago   | 2.109,7     | 5.385.737         | Santiago     |
| Chacabuco  | 1.977,7     | 338.195           | Colina       |
| Cordillera | 5.615,2     | 614.587           | Puente Alto  |
| Maipo      | 1.150,7     | 527.659           | San Bernardo |
| Talagante  | 601,9       | 328.845           | Talagante    |
| Melipilla  | 4.326,5     | 205.718           | Melipilla    |

Para fins de administração local, as províncias estão divididas em 52 comunas.
|            |              |                        |
| Província  | Capital      | Comuna                 |
| Chacabuco  | Colina       | 1 Colina               |
| Chacabuco  | Colina       | 2 Lampa                |
| Chacabuco  | Colina       | 3 Tiltil               |
| Cordillera | Puente Alto  | 4 Pirque               |
| Cordillera | Puente Alto  | 5 Puente Alto          |
| Cordillera | Puente Alto  | 6 San José de Maipo    |
| Maipo      | San Bernardo | 7 Buin                 |
| Maipo      | San Bernardo | 8 Calera de Tango      |
| Maipo      | San Bernardo | 9 Paine                |
| Maipo      | San Bernardo | 10 San Bernardo        |
| Melipilla  | Melipilla    | 11 Alhué               |
| Melipilla  | Melipilla    | 12 Curacaví            |
| Melipilla  | Melipilla    | 13 María Pinto         |
| Melipilla  | Melipilla    | 14 Melipilla           |
| Melipilla  | Melipilla    | 15 San Pedro           |
| Santiago   | Santiago     | 16 Cerrillos           |
| Santiago   | Santiago     | 17 Cerro Navia         |
| Santiago   | Santiago     | 18 Conchalí            |
| Santiago   | Santiago     | 19 El Bosque           |
| Santiago   | Santiago     | 20 Estación Central    |
| Santiago   | Santiago     | 21 Huechuraba          |
| Santiago   | Santiago     | 22 Independencia       |
| Santiago   | Santiago     | 23 La Cisterna         |
| Santiago   | Santiago     | 24 La Granja           |
| Santiago   | Santiago     | 25 La Florida          |
| Santiago   | Santiago     | 26 La Pintana          |
| Santiago   | Santiago     | 27 La Reina            |
| Santiago   | Santiago     | 28 Las Condes          |
| Santiago   | Santiago     | 29 Lo Barnechea        |
| Santiago   | Santiago     | 30 Lo Espejo           |
| Santiago   | Santiago     | 31 Lo Prado            |
| Santiago   | Santiago     | 32 Macul               |
| Santiago   | Santiago     | 33 Maipú               |
| Santiago   | Santiago     | 34 Ñuñoa               |
| Santiago   | Santiago     | 35 Pedro Aguirre Cerda |
| Santiago   | Santiago     | 36 Peñalolén           |
| Santiago   | Santiago     | 37 Providencia         |
| Santiago   | Santiago     | 38 Pudahuel            |
| Santiago   | Santiago     | 39 Quilicura           |
| Santiago   | Santiago     | 40 Quinta Normal       |
| Santiago   | Santiago     | 41 Recoleta            |
| Santiago   | Santiago     | 42 Renca               |
| Santiago   | Santiago     | 43 San Miguel          |
| Santiago   | Santiago     | 44 San Joaquín         |
| Santiago   | Santiago     | 45 San Ramón           |
| Santiago   | Santiago     | 46 Santiago            |
| Santiago   | Santiago     | 47 Vitacura            |
| Talagante  | Talagante    | 48 El Monte            |
| Talagante  | Talagante    | 49 Isla de Maipo       |
| Talagante  | Talagante    | 50 Padre Hurtado       |
| Talagante  | Talagante    | 51 Peñaflor            |
| Talagante  | Talagante    | 52 Talagante           |